# Contea di Chicot
La contea di Chicot, in inglese Chicot County, è una contea dello Stato dell'Arkansas, negli Stati Uniti. La popolazione al censimento del 2000 era di 14 117 abitanti. Il capoluogo di contea è Lake Village. La contea deriva il suo nome da Point Chicot, sul Mississippi River.

## Geografia fisica
La contea si trova nella parte sud-orientale dell'Arkansas. L'U.S. Center Bureau certifica che l'estensione della contea è di 1789 km², di cui 1668 km² composti da terra e i rimanenti 121 km² composti di acqua.

### Contee confinanti
- Contea di Desha (Arkansas) - nord
- Contea di Washington (Mississippi) - est
- Contea di Issaquena (Mississippi) - sud-est
- Parrocchia di East Carroll (Louisiana) - sud
- Parrocchia di West Carroll (Louisiana) - sud-ovest
- Contea di Ashley (Arkansas) - ovest
- Contea di Drew (Arkansas) - nord-ovest

### Principali strade ed autostrade
- U.S. Highway 65
- U.S. Highway 82
- U.S. Highway 165
- Highway 8
- Highway 35
- Highway 52
- Highway 159

## Storia
La contea di Chicot fu costituita il 25 ottobre 1823.

## Città e paesi
- Dermott
- Eudora
- Lake Village